# بروميد الزرنيخ الثلاثي
 بروميد الزرنيخ الثلاثي (أو ثلاثي بروميد الزرنيخ) مركب كيميائي له الصيغة AsBr3، ويكون على شكل بلورات بيضاء إلى صفراء شاحبة. يكون للزرنيخ حالة أكسدة مقدارها +3.

## الخواص
- يتفاعل ثلاثي بروميد الزرنيخ مع الماء عند التماس معه بتفاعل حلمهة، حيث يحرر غاز بروميد الهيدروجين.
- يتميز بوميد الزرنيخ الثلاثي بأن له قرينة انكسار مرتفعة نسبياً مقدارها 2.3، كما تعد قدرة المركب على اكتساب صفة المغناطيسية المعاكسة كبيرة جداً.[3]

## التحضير
يحضر بروميد الزرنخ الثلاثي من التفاعل المباشر بين عنصري الزرنيخ والبروم:
2As + 3Br2 → 2AsBr3

## الاستخدامات
يعد بروميد الزرنيخ الثلاثي ركازة لتحضير بروميدات الزرنيخ العليا، فمن AsBr3 يمكن تحضير سلسلة من مركبات أنيونية مفرطة التكافؤ مثل 2−[As2Br8] و 3−[As2Br9] و 3−[As3Br12] مع العلم أن بروميد الزرنيخ الخماسي AsBr5 غير معروف.